# Estação Colorado
A Estação Colorado é uma estação integrante da Linha 1 do Metrô de Teresina, administrada pela Companhia Ferroviária e de Logística do Piauí, localizada na rua Diácono Tio Nonato, no bairro Colorado, cidade de Teresina, estado do Piauí, Brasil. Foi inaugurada no final de 2024, sendo a primeira estação a formar uma bifurcação em Y na rede.

## Ver Também
- Metrô de Teresina
- Linha 1 do Metrô de Teresina